# تپه جعفرآباد ۲
تپه جعفرآباد ۲ مربوط به دوره اشکانیان - دوره ساسانیان است و در شهرستان کرمانشاه، بخش مرکز ی، دهستان میان دربند، حاشیه غربی روستای جعفرآباد واقع شده و این اثر در تاریخ ۲۵ آبان ۱۳۸۷ با شمارهٔ ثبت ۲۳۸۵۸ به‌عنوان یکی از آثار ملی ایران به ثبت رسیده است.